# 22338 Janemojo
22338 Janemojo è un asteroide della fascia principale. Scoperto nel 1992, presenta un'orbita caratterizzata da un semiasse maggiore pari a 2,8871450 UA e da un'eccentricità di 0,2990740, inclinata di 14,70435° rispetto all'eclittica.